# SN 2005ms
SN 2005ms – supernowa typu Ia odkryta 27 grudnia 2005 roku w galaktyce UGC 4614. W momencie odkrycia miała maksymalną jasność 17,90m.